# Myopiarolis novaecaledoniae
Myopiarolis novaecaledoniae là một loài chân đều trong họ Serolidae. Loài này được Poore & Brandt miêu tả khoa học năm 1997.